# Ústřední vojenská komise Čínské lidové republiky
Ústřední vojenská komise Čínské lidové republiky (čínsky v českém přepisu Čung-chua žen-min kung-che-kuo čung-jang ťün-š’ wej-jüan-chuej, pchin-jinem Zhōnghuá Rénmín Gònghéguó Zhōngyāng Jūnshì Wěiyuánhuì, znaky 中华人民共和国中央军事委员会) je skupinou o cca 5 až 10 nejvyšších představitelů státu a armády, která je pověřena řízením ozbrojených sil Čínské lidové republiky (ČLR). Zřízena byla roku 1983 jako doplněk k paralelní Ústřední vojenské komisi Komunistické strany Číny, složené ze stejných osob, která je nejvyšším stranických orgánem zodpovědným za vojenské záležitosti.
Ústřední vojenskou komisi ČLR volí Všečínské shromáždění lidových zástupců, Ústřední vojenskou komisi KS Číny volí ústřední výbor strany. Komise se zodpovídají všečínskému shromáždění, resp. ústřednímu výboru. Prakticky obě komise pracují jako jeden celek řídící ozbrojené síly.
Předchůdcem státní ústřední vojenské komise byla Lidová revoluční vojenská rada zřízená roku 1949 se vznikem Čínské lidové rebubliky jako nástupce revolučného vojenského výboru ÚV KS Číny, který řídil čínskou komunistickou armádu během občanské války. Lidová revoluční vojenská rada v čele s předsedou (prezidentem ČLR) stále v čele čínských ozbrojených sil. Roku 1954 byla reorganizována ve Státní výbor obrany Čínské lidové republiky, přičemž současně vznikla paralelní stranická Ústřední vojenská komise KS Číny. Státní výbor obrany byl zrušen z přijetím ústavy z roku 1975 a ozbrojené síly poté řídila pouze Ústřední vojenská komise KS Číny. Roku 1983 byla (po přijetí nové ústavy) zřízena Ústřední vojenská komise Čínské lidové republiky jako státní dvojče stranické komise.
Komise se skládá z předsedy, místopředsedů a členů. Předsedou komise je zpravidla čínský prezident (který bývá současně generálním tajemníkem strany). Mezi místopředsedy a členy komise bývá předpokládaný nástupce generálního tajemníka, ministr obrany, náčelník generálního štábu a další vysocí představitelé ozbrojených sil.
Obě komise, stranická i státní, mají shodné složení, stranická komise bývá volena ústředním výborem po sjezdu strany, který se schází v pětiletých intervalech koncem roku, státní komisi volí Všečínské shromáždění lidových zástupců následující rok na jaře. V letech 1983–1989 komisi vedl Teng Siao-pching, pro kterého byl post předsedy stranické a státní vojenské komise jeho nejvyšší funkcí; od roku 1990 stojí v čele komisí generální tajemník strany, od roku 1993 současně i prezident státu; a sice Ťiang Ce-min, od roku 2005 Chu Ťin-tchao (generální tajemník od roku 2002 a prezident od jara 2004, nicméně k výměně na postu předsedy komise došlo až na jaře 2005) a od roku 2013 Si Ťin-pching.

## Složení komise
Ústřední vojenská komise KS Číny zvolená Všečínským shromáždění lidových zástupců v březnu 2023:
| Hodnost          | Jméno         | Jméno    | Rok narození | Další úřady a funkce                                                                | Další úřady a funkce                                             |
| Hodnost          | Český přepis  | Znaky    | Rok narození | stranické                                                                           | státní                                                           |
| Předseda         | Předseda      | Předseda | Předseda     | Předseda                                                                            | Předseda                                                         |
| ---------------- | ------------- | -------- | ------------ | ----------------------------------------------------------------------------------- | ---------------------------------------------------------------- |
|                  | Si Ťin-pching | 习近平   | 1953         | generální tajemník ÚV KS Číny                                                       | prezident                                                        |
| Místopředsedové  |               |          |              |                                                                                     |                                                                  |
| generálplukovník | Čang Jou-sia  | 张又侠   | 1950         | člen politbyra ÚV KS Číny                                                           |                                                                  |
| generálplukovník | Che Wej-tung  | 何卫东   | 1957         | člen politbyra ÚV KS Číny                                                           |                                                                  |
| Členové          |               |          |              |                                                                                     |                                                                  |
| generálplukovník | Li Šang-fu    | 李尚福   | 1958         | člen ÚV KS Číny                                                                     | státní poradce a ministr obrany                                  |
| generálplukovník | Liou Čen-li   | 刘振立   | 1964         | člen ÚV KS Číny                                                                     | náčelník spojeného štábu Ústřední vojenské komise                |
| generálplukovník | Miao Chua     | 苗华     | 1955         | člen ÚV KS Číny                                                                     | náčelník politické správy Ústřední vojenské komise               |
| generálplukovník | Čang Šeng-min | 张升民   | 1958         | zástupce tajemníka Ústřední komise pro kontrolu disciplíny KS Číny, člen ÚV KS Číny | tajemník komise pro kontrolu disciplíny Ústřední vojenské komise |

### Historické složení
- od června 1983:
  - předseda – Teng Siao-pching
  - místopředsedové – Jie Ťien-jing, Sü Siang-čchien, Nie Žung-čen, Jang Šang-kchun
  - členové – Jü Čchiou-li, Jang Te-č’, Čang Aj-pching, Chung Süe-č’

- od dubna 1988:
  - předseda – Teng Siao-pching (do března 1990), Ťiang Ce-min (od března 1990)
  - místopředsedové – Čao C’-jang (do června 1989), Jang Šang-kchun, Liou Chua-čching (od března 1990)
  - členové – Chung Süe-č’, Liou Chua-čching (od března 1990 místopředseda), Čchin Ťi-wej, Čch’ Chao-tchien, Jang Paj-ping, Čao Nan-čchi

- od března 1993:
  - předseda – Ťiang Ce-min
  - místopředsedové – Liou Chua-čching, Čang Čen, Čch’ Chao-tchien (od prosince 1995), Čang Wan-nien (od prosince 1995)
  - členové – Čch’ Chao-tchien (od prosince 1995 místopředseda), Čang Wan-nien (od prosince 1995 místopředseda), Jü Jung-po, Fu Čchüan-jou, Wang Kche (od prosince 1995), Wang Žuej-lin (od prosince 1995)

- od března 1998:
  - předseda – Ťiang Ce-min
  - místopředsedové – Čang Wan-nien, Čch’ Chao-tchien, Chu Ťin-tchao (od října 1999)
  - členové – Fu Čchüan-jou, Jü Jung-po, Wang Kche, Wang Žuej-lin, Cchao Kang-čchuan, Kuo Po-siung (od října 1999), Sü Cchaj-chou (od října 1999)

- od března 2003:
  - předseda – Ťiang Ce-min (do března 2005), Chu Ťin-tchao (od března 2005)
  - místopředsedové – Chu Ťin-tchao (do března 2005), Kuo Po-siung, Cchao Kang-čchuan, Sü Cchaj-chou (od března 2005)
  - členové – Sü Cchaj-chou (od března 2005 místopředseda), Liang Kuang-lie, Li Ťi-naj, Liao Si-lung, Čchen Ping-te (od března 2005), Čang Ting-fa (od března 2005), Čchiao Čching-čchen (od března 2005), Ťing Č’-ťüan (od března 2005)

- od března 2008:
  - předseda – Chu Ťin-tchao
  - místopředsedové – Kuo Po-siung, Sü Cchaj-chou, Si Ťin-pching (od října 2010)
  - členové – Liang Kuang-lie, Čchen Ping-te, Li Ťi-naj, Liao Si-lung, Čchang Wan-čchüan, Ťing Č’-ťüan, Wu Šeng-li, Sü Čchi-liang

- od března 2013:
  - předseda – Si Ťin-pching
  - místopředsedové – Fan Čchang-lung, Sü Čchi-liang
  - členové – Čchang Wan-čchüan, Fang Feng-chuej, Čang Jang, Čao Kche-š’, Čang Jou-sia, Wu Šeng-li, Ma Siao-tchien, Wej Feng-che

- od března 2018:
  - předseda – Si Ťin-pching
  - místopředsedové – Sü Čchi-liang, Čang Jou-sia
  - členové – Wej Feng-che, Li Cuo-čcheng, Miao Chua, Čang Šeng-min

- od března 2023:
  - předseda – Si Ťin-pching
  - místopředsedové – Čang Jou-sia, Che Wej-tung
  - členové – Li Šang-fu, Liou Čen-li, Miao Chua, Čang Šeng-min